# کیلا مک‌آلیستر
کیلا مک‌آلیستر (انگلیسی: Kayla McAlister؛ زادهٔ ۶ اوت ۱۹۸۸) بازیکن راگبی ۱۵ نفره زن اهل نیوزیلند است.
وی همچنین در تیم ملی راگبی ۱۵ نفره نیوزیلند بازی کرده‌است.
وی در مسابقات کشوری و بین‌المللی در مجموع برندهٔ ۱ مدال نقره شده‌است.